# Politikai korrektség
A politikai korrektség (jelzőként használva: politikailag korrekt, szokásos rövidítése PC [píszí] az eredeti angol political correctness kifejezés alapján) olyan nyelvezetet, politikát, viselkedést, eszmét, gondolkodást jelöl, amely törekszik az emberi méltóság alapvető sérthetetlenségére és igyekszik csökkenteni az egyes vallási, etnikai, kulturális vagy egyéb közösségek strukturális elnyomását. Az angol kifejezés amerikai emberi jogi mozgalmak közvetítésével terjedt el a világban. Magyar nyelvi környezetben azonban figyelembe kell venni, hogy az angol „political” szó ennél a kifejezésnél politikus jellegűt jelent, azaz nem pártpolitikai, hanem össztársadalmi értelemben vett korrektséget.
Használata némileg ellentmondásos: ha ugyanis egy kijelentést politikailag korrektként kiemelünk, az előfeltételezi, hogy a más formájú megnyilatkozások inkorrektek: emiatt olykor pejoratív értelemben használják. Egyes törekvések az alacsony presztízsű foglalkozások nevét is újrafogalmazzák (például: „kukás” helyett „hulladéklogisztikai referens”) vagy már-már az érthetőség rovására fejeznek ki emberi tulajdonságokat. Más kifejezések sértő jellegéről azonban széles körű közmegegyezés van (pl. a magyarban a „hülye” szóról). Ilyen esetekben a politikai korrekt megfogalmazás érzékeltetni tudja az embernek kijáró tiszteletet, amennyiben tekintettel van az adott csoport és hozzátartozóik által preferált szóhasználatra (szemben a tévképzeteket keltő vagy társadalmi elítélést tükröző megnevezésekkel). Gyakran az adott nyelvben szokatlan, erőltetett kifejezéseket ajánl.
A kifejezés először 1793-ban jelent meg, James Wilson használta az amerikai Legfelsőbb Bíróság egyik ítéletében, igaz, ez még nem tükrözte a kifejezés mai értelmét. A fogalom ugyanakkor az 1960-as évekre is visszavezethető, amikor a nyelvi relativizmus vagy metafizika Sapir–Whorf-hipotézisét alapul véve megállapították, hogy a nyelv befolyásolja vagy befolyásolhatja a nyelvhasználók gondolkodását. Ezért az amerikai politikai baloldal egy olyan nyelvhasználatot javasolt, illetve írt elő, amely a vallási és nemi hovatartozástól függetlenül semleges, azaz nem kizáró, hanem magába foglaló és ezáltal mentes a tudatalatti nyelvhasználatból származó sztereotípiáktól. A politikai korrektség nyelvészeti alkalmazása összefüggésbe hozható az eufemizmussal (eu ,,jól” phémi ,,beszél”) amely adott kifejezések bántó, sértő jelentését igyekszik kevéssé direkt kifejezésekkel helyettesíteni. Összességében a politikai korrektség alkalmazói az eufemizmusokhoz hasonlóan a különböző társadalmi kisebbségek származással, fajjal, vallással, nemmel, nemi orientáltsággal és fogyatékosságokkal kapcsolatos megnevezéseit igyekeznek semlegessé tenni és ezeknek az új semleges kifejezéseknek a használatát elterjeszteni a nyilvános közhasználatban és a médiában, így csökkentve a sztereotípiákon alapuló megkülönböztetéseket. Bár angol nyelvterületen szórványosan használták akkoriban, a mai, modern értelmében először Toni Cade Bambara 1970-es kiadású szöveggyűjteményében, a The Black Woman: An Anthologyban [A fekete nő] szerepelt. Az 1940-es, 50-es években a nyugati baloldal és a szovjet, sztálinista baloldal közötti ideológiai ellentét kapcsán lett felkapott. A korszak baloldali közbeszédére visszaemlékezve Herbert Kohl azt írja: "A 'politikailag korrekt' kifejezést becsmérlőleg használták azokra, akik az SZKP iránti párthűségük az együttérzés rovására ment, és emiatt rossz politikai döntéseket hoztak. A szocialisták ezzel kritizálták a kommunistákat, és így próbálták meg leválasztani az egyenlőség erkölcsi eszméjében hívő szocialistákat a dogmatikus kommunistákról, akik erkölcsi tartalmuktól függetlenül a párt álláspontját szajkózták." Bambara szöveggyűjteményének kiadása után meghonosodott a baloldali közbeszédben, amolyan önkritikus, szatirikus éllel. Debra L. Schultz szerint "az 1970-es, 80-as években az új baloldal, a feministák és a haladó szellemiségűek... ironikusan használták a 'politikailag korrekt' kifejezést, ezzel védekeztek saját ortodox gondolkodásuk ellen, nehogy dogmatikussá váljon a társadalmi változást elősegítő aktivizmusuk." Magyarországon elsősorban a liberális és baloldali politikai gondolkodáshoz köthető a használata.
Egyes bevett fogalmaknál előfordulnak olyan szavak, amelyek egy inkorrekt jelzővel egyeznek meg, vagy éppen a korrekt szóval azonosak, csak negatív töltetűek. Ilyen például a „fekete lyuk” kifejezés, amelynek pejoratív használatát (olyan hely, ahol minden eltűnik) egyes feketék sérelmesnek találhatnak.
Szerecz György (PPKE BTK) írásában felveti, hogy a kifejezés első tagjából képzett másik szó, az angol politic "személyre, ill. viselkedésre vonatkoztatva jelent körültekintőt, megfontoltat, de ügyeset, ravaszt is.", és ezek alapján a magyar kifejezést tévesen félrefordításnak tartja). A politikai korrekt beszédmód behelyettesítő logikája mögött felfedezni véli a diktatúrák központilag meghatározott nyelvhasználatát, és "logikai értelemben érvénytelen"-nek nevezi, hogy egy közösség nyelvhasználatának megváltoztatása társadalmi változással járna. Mivel véleménye szerint az elgondolás szigorú értelemben nem igazolható, a PC „helyességét” csak a gyakorlat igazolhatja; a tapasztalatokat azonban vegyeseknek minősíti. Pl. egy politikailag inkorrekt kifejezés helyébe egy, az eredetinél sokkal semlegesebbnek látszó, „összekacsintás” révén azonban továbbra is negatív tartalmú kifejezés aktiválódhat a nyelvhasználatban (cigány → „az etnikum”, a „rejtett erőforrás”). Szembetűnő hasonlatosságot vél felfedezni továbbá a pc-nyelvhasználat a diktatúrák által használt, eufemizmusra vagy kakofemizmusra épülő nyelvi kódokkal is (pl. kiirtás = „végső megoldás”, megszállók = „ideiglenesen itt állomásozók”, munkanélküli = „közveszélyes munkakerülő”). Írásában arra a következtetésre jut, hogy a markáns különbségek figyelhetőek meg a diktatórikus kód és a PC nyelvhasználat közt: "a mögöttes cél közti különbség nyilvánvaló, hiszen míg a PC az emberi méltóság esélyét kívánja visszaadni a semleges névvel, addig a diktatúra (megbélyegző) megnevezése egy társadalmi problémát próbált verbálisan negligálni." Megállapítja, hogy "deklarált céljai ellenére, a PC-ben benne rejlik a visszaélés lehetősége is, tudniillik, ha alkalmazója nem a remélt társadalmi változások előmozdító kísérőjeként használja, hanem azok helyett", a PC nyelvhasználat etológiai értelemben vett pótcselekvéssé válhat, amely a gondoskodás látszatának fenntartása mellett nem orvosolja az őt kiváltó eredeti problémákat.

## Példái a magyarban

### Megváltozott testi vagy szellemi képességre vonatkozóan
A források fontosnak tartják kiemelni, hogy a melléknevek mellett javasolt kitenni az ember szót, így pl. nem fogyatékosokról, hanem fogyatékos emberekről beszélni.
| Sértő vagy bántó (inkorrekt) kifejezés              | Politikailag korrekt kifejezés                 |
| --------------------------------------------------- | ---------------------------------------------- |
| hülye, idióta, retardált                            | értelmi, vagy szellemi fogyatékossággal élő    |
| béna, kripli, nyomorék, rokkant                     | mozgássérült vagy mozgáskorlátozott            |
| egészséges (a fogyatékkal élő ellentéteként)        | ép                                             |
| normális (az értelmi fogyatékkal élő ellentéteként) | neurotipikus                                   |
| tolószékbe, tolókocsiba, kerekesszékbe kényszerült  | tolószéket, tolókocsit, kerekesszéket használó |
| fogyatékos, fogyatékkal élő                         | fogyatékossággal élő                           |
| süket, süketnéma                                    | siket                                          |
| mutogatás, süketnéma-nyelv                          | jelbeszéd, jelelés                             |

### Egyéb területeken
| Sértő vagy bántó (inkorrekt) kifejezés | Politikailag korrekt kifejezés                        |
| -------------------------------------- | ----------------------------------------------------- |
| néger, nigger, feka                    | fekete, színes bőrű, vagy afroamerikai                |
| csingcsong, kínai, sárga               | ázsiai                                                |
| latino, hispán                         | latin-amerikai                                        |
| eszkimó                                | inuit                                                 |
| rézbőrű                                | indián                                                |
| buzi, homokos stb.                     | LMBTQ vagy meleg                                      |
| leszbi                                 | leszbikus                                             |
| transzi                                | transznemű                                            |
| prosti                                 | prostitúcióból élő vagy szexmunkás                    |
| csöves                                 | hajléktalan, otthontalan, lakhatási szegénységben élő |
| drogos                                 | szerhasználó                                          |
| börtönviselt                           | büntetett előéletű                                    |
| kövér stb.                             | telt, teltkarcsú, túlsúlyos testalkatú                |
| törpe                                  | alacsony termetű vagy mély növésű                     |

A 2000-es években Magyarországon a "cigány" kifejezést pejoratívnak kiáltották ki, ezért a „roma” szóval kezdte helyettesíteni azt, ami a cigány etnikum bizonyos csoportjainak saját magukra használt neve (belső név), és a magyar nyelvi közegben ritkán használták. Pl. az Országos Cigány Önkormányzat (OCÖ) hivatalos nevében is szerepelt a szó 2011-ig, de akkor nevet változtatott Romára. A 2010-es években – a liberális politikai oldal befolyásának gyengülésével párhuzamosan elindult morális hanyatlás következményeként – ismét létjogot nyert a „cigány” szó, Németországban azonban sok szövegkörnyezetben megváltoztatják.
A magyar nyelvben korábban semleges „néger” szót egyesek pejoratívnak tartják, valószínűleg azért, mert az Amerikai Egyesült Államokban és Nyugat-Európában a "nigger" illetve a "nigga" szó sértőnek minősül. Az amerikai nyelvhasználati szokásokat átvéve az „indián” szó is elkezdett kompromittálódni a magyar nyelvben.
Nem kizárólag az etnikai kisebbségek köztudatban élő neve változik, hanem a vallási közösségeké is. Az elterjedtebb és régebb óta használatos „mohamedán” elnevezést napjainkban kiszorítja a „muszlim” szó, ahogy az angol nyelvterületen a hatvanas évektől fogva a „Mohammedan” helyébe a „Muslim” került.
A Magyarországon 1989 óta nagy számban megjelent új vallási mozgalmakra, köznyelven "szektákra" a „kisegyház” kifejezést használták, amelyet a nagyobb egyházak hívei, akik ellenzik ezen csoportok létrejöttét, kerülik, eufemisztikusnak tartják ezt a szóhasználatot.

## Lásd még
- Eufemizmus